# Яблоков, Евгений Александрович
Евгений Александрович Яблоков (род. 31 октября 1956 г. Москва) — российский литературовед, доктор филологических наук. Основная сфера научных интересов — русская литература XX века (творчество М. А. Булгакова, А. П. Платонова, А. С. Грина и др.).

## Биография
В 1979 году окончил факультет русского языка и литературы Московского государственного педагогического института (ныне МПГУ). В 1989 году — аспирантуру филологического факультета МГУ. В 1990 году защитил кандидатскую диссертацию «Художественное осмысление взаимоотношений человека и природы в литературе 1920—1930-х годов: Л. М. Леонов, А. П. Платонов, М. М. Пришвин». В 1997 году — докторскую диссертацию «Проза Михаила Булгакова: структура художественного мира».

## Основные работы
- Михаил Булгаков, Владимир Маяковский: диалог сатириков / Составление, вступительная статья, комментарии Е. А. Яблокова. М.: Высшая школа, 1994.
- Яблоков Е. А. Роман Михаила Булгакова «Белая гвардия». М.: Языки русской культуры, 1997. 192 с.
- Яблоков Е. А. Мотивы прозы Михаила Булгакова. М.: Российск. гос. гуманит. ун-т, 1997. 200 с.
- Яблоков Е. А. На берегу неба: Роман Андрея Платонова «Чевенгур». СПб.: Дмитрий Буланин, 2001. 376 с.
- Яблоков Е. А. Художественный мир Михаила Булгакова. М.: Языки славянской культуры, 2001. 424 с.
- Яблоков Е.А. Текст и подтекст в рассказах М. Булгакова: «Записки юного врача». Тверь: Твер. гос. ун-т, 2002. 104 с.
- Яблоков Е. А. Нерегулируемые перекрестки: О Платонове, Булгакове и многих других. М.: Пятая страна, 2005. 248 с.
- Яблоков Е. А. Роман Александра Грина «Блистающий мир». М.: МАКС Пресс, 2005. 148 с.
- Яблоков Е. А. Михаил Булгаков и мировая культура: Справочник-тезаурус. СПб.: Дмитрий Буланин, 2011. 640 с.
- Булгаков М. А. Собрание сочинений: В 8 т. / Составление, вступительная статья, комментарии Е. А. Яблокова. М.: АСТ: Астрель, 2007—2011.
- Яблоков Е. А. А. С. Грин в жизни и творчестве. М.: ООО «Русское слово — учебник», 2012. 112 с.
- Яблоков Е. А. Путеводитель по роману А. П. Платонова «Чевенгур». М.: Издательство Московского университета, 2012. 232 с.
- На пути к «Ювенильному морю» (Поэтика Андрея Платонова. Сборник 1) / Редактор Е. А. Яблоков. Белград: Изд. филологического факультета Белградского ун-та, 2013.
- Яблоков Е. А. Хор солистов: Проблемы и герои русской литературы первой половины XX века. СПб.: Дмитрий Буланин, 2014. 776 с.
- Новые территории (Поэтика Андрея Платонова. Сборник 2) / Редактор Е. А. Яблоков. М.: Совпадение, 2015.
- Булгаков М. А. Белая гвардия / Подготовка издания, научная статья, примечания Е. А. Яблокова. М.: Ладомир; Наука, 2015 (Серия «Литературные памятники»).
- Живые куклы / Составление, вступительная статья, комментарии Е. А. Яблокова. М.: Совпадение, 2016.
- «Скрытая теплота революции» (Поэтика Андрея Платонова. Сборник 3) / Редактор Е. А. Яблоков. М.: Полимедиа, 2017.
- Яблоков Е. А. Подвал мастера. М. А. Булгаков: поэтика и культурный контекст. М.: Полимедиа, 2018. 284 с.
- На самой черте горизонта (Поэтика Андрея Платонова. Сборник 4) / Редактор Е. А. Яблоков. М.: Полимедиа, 2019.
- Яблоков Е. А. Исцеляющий миф. Коды традиционной культуры во «врачебных» рассказах М. А. Булгакова. М.: Институт славяноведения РАН, 2019. 370 с.
- Яблоков Е. А. Москва Булгакова. М.: Кучково Поле, 2020. 368 с.
- Люди, львы, орлы, куропатки… Антропоморфные и зооморфные репрезентации наций и государств в славянском культурном дискурсе / Редакторы М. В. Лескинен, Е. А. Яблоков. М.: Институт славяноведения РАН, 2020.
- Яблоков Е. А. Тараканий век. Энтомоморфные персонажи Михаила Булгакова в русле литературной традиции. М.: Полимедиа, 2020. 308 с.
- Яблоков Е. А. Дети и взрослые в мире Андрея Платонова. М.: Институт славяноведения РАН, 2021. 476 с.
- Ходель Р. Андрей Платонов: родина и электричество (Поэтика Андрея Платонова. Выпуск 5) / Научный редактор Е. А. Яблоков. М.: Полимедиа, 2021.
- Яблоков Е. А. Про "Бег". Пьеса Михаила Булгакова в контексте его творчества и эпохи. М.: Дмитрий Сечин, 2023. 816 с.